# Камольи
Камо́льи (итал. Camogli, лиг. Camoggi) — коммуна в Италии, располагается в области Лигурия, в провинции Генуя.
Население составляет 5674 человека (2008 г.), плотность населения составляет 573 чел./км². Занимает площадь 10 км². Почтовый индекс — 16032. Телефонный код — 0185.
Покровителем населённого пункта считается святой N.S. del Boschetto.
В городе родился известный итальянский гитарист Руджеро Кьеза, в память о котором здесь с 2004 года проводится международный конкурс исполнителей на классической гитаре.

## Демография
Динамика населения:

## Города-побратимы
- Тунинген, Германия (1998)
- Карлофорте, Италия (2004)

## Администрация коммуны
- Официальный сайт: http://www.comune.camogli.ge.it Архивная копия от 9 сентября 2009 на Wayback Machine